# Vauxhall and I
Az 1994-es Vauxhall and I Morrissey nagylemeze. A Q magazin 1994 egyik legjobb albumának nevezte. Az album bebiztosította Morrissey sikerét az Egyesült Államokban, ez volt az első top 20-as albuma ott, továbbá a The More You Ignore Me, the Closer I Get lett az első slágere. Ez volt Morrissey második szólólemeze (a Viva Hate után), amely a brit albumlista élére került.
A Vauxhall and I azt az irányt tükrözi, amelyet Morrissey élete vett. Gitár rock elemeivel, akusztikus balladáival és klasszikus rock hangzásával a lemez eltér előző munkáitól. Morrissey akkoriban vesztett el három, hozzá közel álló személyt: Mick Ronson-t, Tim Broad-ot és Nigel Thomas-t, ezért van a Vauxhall and I-nak egy kicsit temetési hangulata.
A The More You Ignore Me, the Closer I Get Morrissey vagy a The Smiths egyetlen kislemeze, amely sikereket ért el az amerikai listákon. Itt a 46. helyig jutott a Billboard Hot 100-ig, míg a Modern Rock Tracks lista élére került. Az Egyesült Királyságban a 8. helyig jutott, így Morrissey egyetlen kislemeze, amely a 90-es évek alatt bekerült a top 10-be.
2006 januárjában a NME Minden idők 100 legjobb brit albuma listáján az 57. helyre került. Februárban a Q magazin minden idők 91. legjobb albumának nevezte. Szerepel az 1001 lemez, amit hallanod kell, mielőtt meghalsz című könyvben.

## Az album dalai
|     | Cím                                      | Szerző(k)              | Hossz |
| --- | ---------------------------------------- | ---------------------- | ----- |
| 1.  | Now My Heart Is Full                     | Morrissey, Boz Boorer  | 4:57  |
| 2.  | Spring-Heeled Jim                        | Morrissey, Boorer      | 3:47  |
| 3.  | Billy Budd                               | Morrissey, Alain Whyte | 2:08  |
| 4.  | Hold on to Your Friends                  | Morrissey, Whyte       | 4:02  |
| 5.  | The More You Ignore Me, the Closer I Get | Morrissey, Boorer      | 3:44  |
| 6.  | Why Don't You Find Out for Yourself      | Morrissey, Whyte       | 3:20  |
| 7.  | I Am Hated for Loving                    | Morrissey, Whyte       | 3:41  |
| 8.  | Lifeguard Sleeping, Girl Drowning        | Morrissey, Boorer      | 3:42  |
| 9.  | Used to Be a Sweet Boy                   | Morrissey, Whyte       | 2:49  |
| 10. | The Lazy Sunbathers                      | Morrissey, Whyte       | 3:08  |
| 11. | Speedway                                 | Morrissey, Boorer      | 4:30  |

## Közreműködők
- Morrissey – ének
- Alain Whyte – gitár
- Boz Boorer – gitár
- Jonny Bridgewood – basszusgitár
- Woodie Taylor – dob
- Greg Ross – művészi vezető
- Dean Freeman – fényképek
- Chris Dickie – producer, hangmérnök
- Steve Lillywhite – producer
- Danton Supple – hangmérnökasszisztens

## Fordítás
Ez a szócikk részben vagy egészben a Vauxhall and I című angol Wikipédia-szócikk ezen változatának fordításán alapul.  Az eredeti cikk szerkesztőit annak laptörténete sorolja fel. Ez a jelzés csupán a megfogalmazás eredetét és a szerzői jogokat jelzi, nem szolgál a cikkben szereplő információk forrásmegjelöléseként.